# 個人暗視眼鏡 JAVN-V6

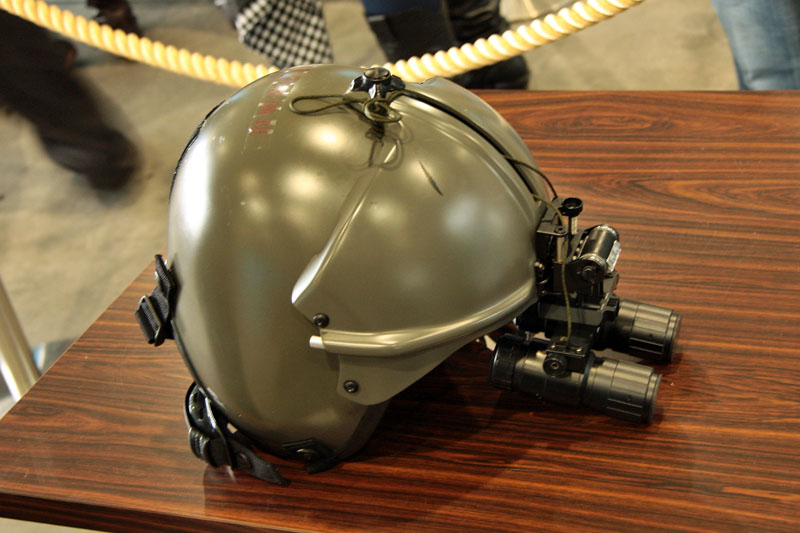
展示されるJAVN-V6。画像のものはバッテリーは未装着。

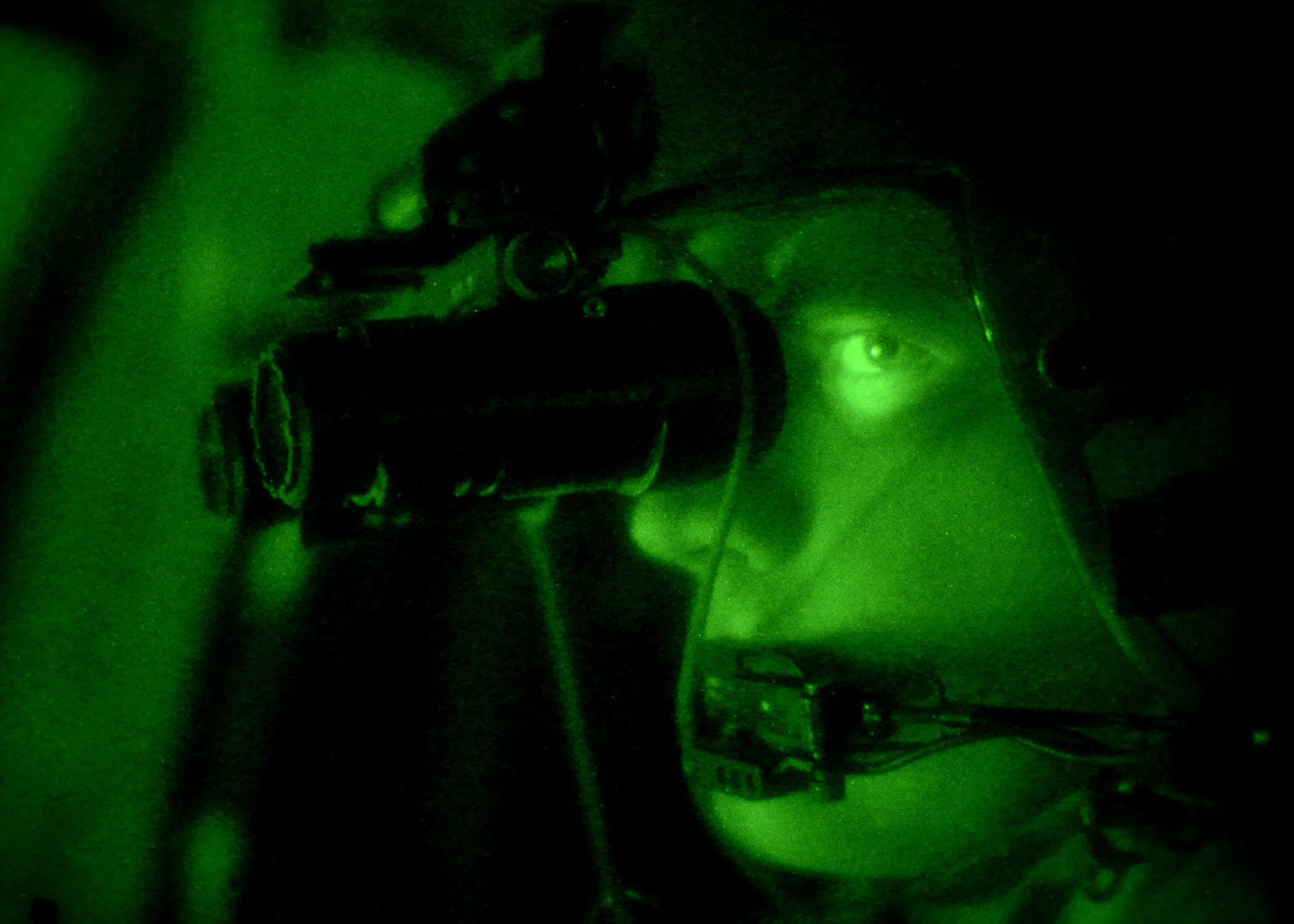
アメリカ空軍のAN/AVS-6（参考画像）

個人暗視眼鏡 JAVN-V6（こじんあんしがんきょう ジェイエーブイエヌブイシックス）は、陸上自衛隊の装備。ヘルメットに装着して使用する両眼型暗視装置。主に航空機のパイロットが使用する。

## 特徴
第3世代と呼ばれる暗視装置で、操縦を行うため遠近感がつかめなければならないためJGVS-V8のような単眼式ではなく双眼式となっている。アメリカ軍で採用されているAN/AVS-6に似ており、ヘルメットにマウントで固定することで操縦の邪魔にならないようになっている。
バッテリー（電池）はヘルメット後部にマジックテープで固定され、本体から伸びたコードで接続する。コックピットの計器が暗視装置に対応したものでないと視認できない。

## 製作
- 日本電気